# Georges de Sachs
Pour les articles homonymes, voir Sachs.
Georges de Sachs, né en 1818 à Wetzlar (Hesse) et mort en 1890 à Breuil-sur-Vesle (Marne), est un négociant en vin de Champagne et un philanthrope français d'origine allemande. Il dirigea au XIXe siècle la maison de Champagne Veuve Clicquot Ponsardin, à Reims (Marne). Il se distingua par ses actions de philanthropie catholique et fut titré comte romain en 1886 par le pape Léon XIII.

## Biographie
Georges Ferdinand de Sachs est un homme d'affaires et philanthrope français d'origine allemande, né au duché de Nassau (Hesse) le 2 mai 1818 et décédé le 22 mars 1890 à Breuil-sur-Vesle (Marne), en son château de la Ville-aux-Bois. Il est le fils d'Arnold de Sachs et de Julianne Werlé.
Neveu du député et maire de Reims Édouard Werlé, il vint s'installer à Reims vers 1840 et fut son associé au sein de la maison de vins de Champagne Veuve Clicquot Ponsardin jusqu'en 1868. Il élut domicile au château de la Ville-aux-Bois, à Breuil-sur-Vesle, commune dont il fut maire.
Il fit construire, à l'emplacement de l'ancien cimetière de Rocquincourt, à Courcy (Marne), la verrerie et sa cité vers 1870. Elle  est d'abord gérée par M. Denis, sous la raison sociale Denis et Cie, puis par Jacques Grivelet à partir de 1898, qui apprit le métier à la verrerie de Loivre. La verrerie de Courcy devient la société en commandite par actions "Givelet et Cie" dont le président du conseil de surveillance était Georges de Sachs.

## Œuvres sociales
Georges de Sachs contribua pour une bonne part à la fondation en 1874 du collège Saint-Joseph de Reims et des écoles libres de la même ville, et fut l’un des agents les plus actifs de fondation de la Trappe d’Igny. À la suite de cette intervention, Il fut titré comte romain en 1886 par le pape Léon XIII.
Il fonda l'hôpital de Sachs en 1889, sur le territoire de Vandeuil, en reconnaissance du rétablissement de son épouse après une fort dangereuse maladie. Cet hôpital était destiné à recueillir les malades de treize villages aux alentours de son château.
Georges de Sachs était aussi chevalier de l’ordre de Saint-Grégoire-le-Grand et de l'ordre de François-Joseph.

## Famille
Sa femme, Pauline Wilhelmine Moericke, également d'origine allemande, décède en 1891.
Son fils, Paul de Sachs, capitaine breveté d’état-major, officier d’ordonnance du général commandant la 32e brigade à Nevers, donna sa démission de l'armée d'active lors de la mort de son père pour se consacrer uniquement aux œuvres de bienfaisance fondées par son père.